# Черняк, Рузя Иосифовна
Рузя Иосифовна Черняк (Тодорская) (1900, Лодзь—1937) — политический и комсомольский деятель.

## Биография
С 1914 года принимала участие в работе подпольных марксистских кружков в Чернигове, затем в Москве. Принимала активное участие в Октябрьской революции (в Москве). Член РСДРП(б) с 1917 года.
В 1917 году — член московского Боевого партийного центра. Участвовала в баррикадных боях. Постановление Московского комитета партии от 25 октября 1917 года о вооруженном восстании написано её рукой — этот документ экспонируется в Музее Революции.
Во время гражданской войны в 1918 году назначена заместителем начальника политотдела 38-й стрелковой дивизии. В 1920—1921 годах она возглавляла политотдел 58-й стрелковой бригады, затем вновь — была назначена заместителем начальника политотдела 20-й и 32-й стрелковых дивизий. Участник боев против белогвардейцев под Саратовом, Камышиным, Царицыным, на Дону, Кубани, Кавказе.
Была одним из руководителей Союза молодёжи при МК РСДРП(б) и Союза Рабочей Молодежи «З-й Интернационал».
После окончания гражданской войны в 1923 году поступила в МВТУ. После окончания университета работала инженером химического завода.
В 1935 году — в наркомате тяжелой промышленности, возглавляла техническое бюро (затем техбюро № 7 наркомата оборонной промышленности) по проектированию и строительству химического комбината.
В составе делегации, возглавляемой Пятаковым, в 1937 году ездила в Германию и Англию, что было ей поставлено в вину.

### Репрессии
Рузя Иосифовна Черняк была арестована 11 июля 1937. Проходила по делу Тухачевского. Основные обвинения Р. И. Черняк-Тодорской: принадлежность к антисоветской троцкистской организации и вредительство в военно-химической промышленности, проводимое по указаниям Г. Л. Пятакова, а также шпионаж в пользу Японии. Через три месяца Военная коллегия приговорила её к расстрелу. На суде Рузя Иосифовна принадлежность к троцкистской организации и занятие вредительской деятельностью признала, но категорически отвергла обвинение в шпионаже. Расстреляна в 1937 году.
Реабилитирована постановлением Военной коллегии от 3 марта 1956 года.

### Семья
Рузя Иосифовна была женой советского военного деятеля, комкора с 1935 года А. И. Тодорского, репрессированного в 1938 году.
- Сестра — Матильда Иосифовна Черняк (1895—1971). С 1918 года служила в Красной армии, участвовала в обороне Царицына. Делегат XVII съезда ВКП(б). В 1930-е годы была репрессирована. На момент ареста (декабрь 1937 года) — председатель райисполкома Фрунзенского района Ленинграда. Приговорена к 8 годам ИТЛ. Вернулась в Ленинград после реабилитации. Её муж — Горбунов Пётр Максимович[2] был расстрелян в 1937 году. Их детей — Миру и Вадима взяла в Москву сестра матери, Дина Иосифовна Черняк[3].
- Сестра — Дина Иосифовна Черняк, вырастила четверых детей: дочерей Ирэну и Нинель[4] Сагайдак, и племянников Миру и Вадима Горбуновых. Ее муж — Дмитрий Евгеньевич Сагайдак (1902—1987), работавший на Московском металлургическом заводе «Серп и Молот» был репрессирован. Автор воспоминаний «Восемнадцать лет. Записки арестанта сталинских тюрем и лагерей»[5].